# Sefedin Braho
Sefedin Braho (Tirana, 18 agosto 1953 – Tirana, 6 ottobre 2024) è stato un calciatore albanese, di ruolo attaccante.

## Carriera

### Nazionale
Collezionò 9 presenze ed un gol con la Nazionale albanese.